# Jonathan Hirschi
Jonathan Hirschi (ur. 2 lutego 1986 w Sankt Imier) – szwajcarski kierowca wyścigowy.